# Onze-Lieve-Vrouw-van-Lourdeskapel (Puth)

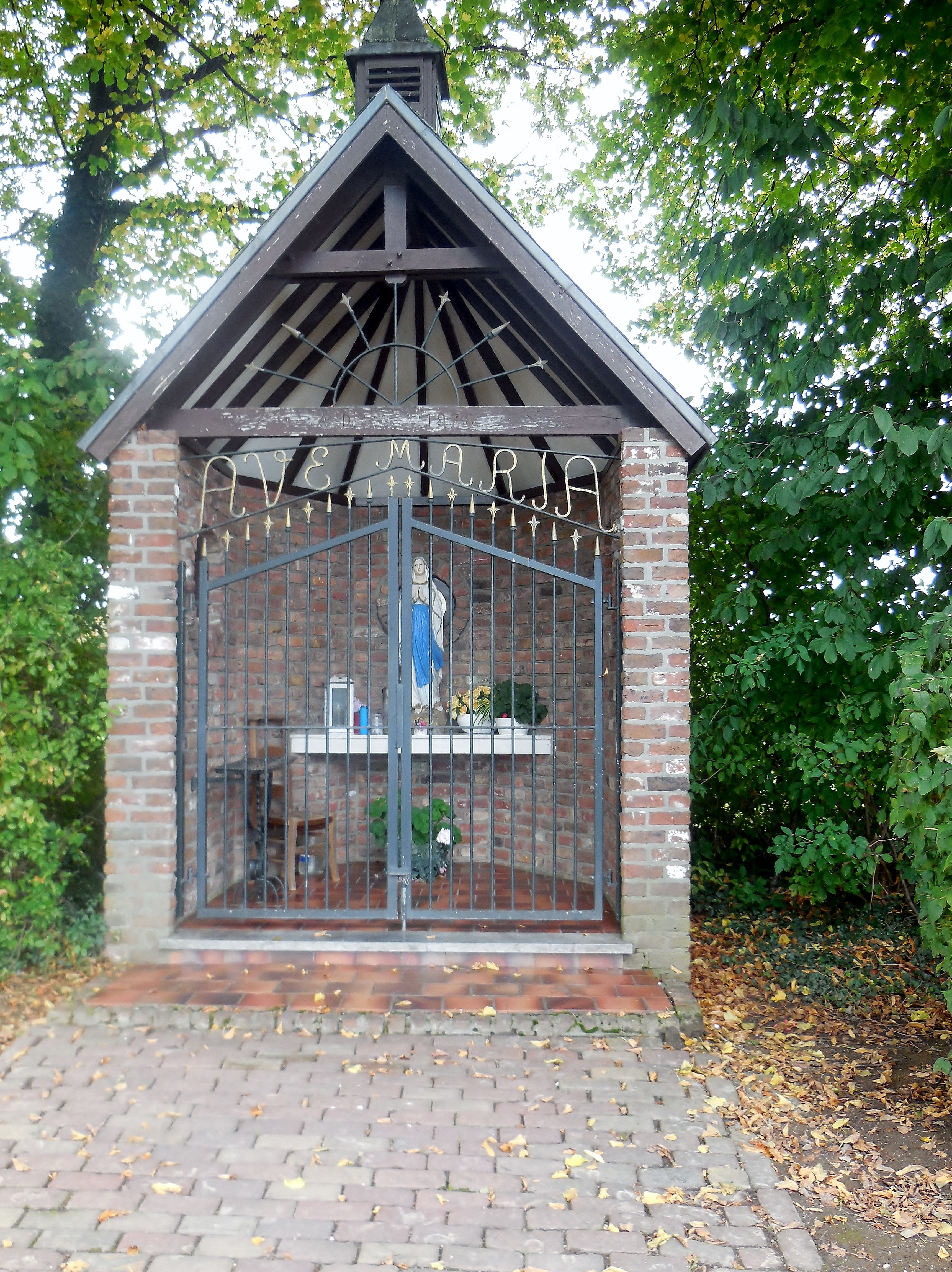
De buitenkant van Onze-Lieve-Vrouw van Lourdeskapel in Puth.

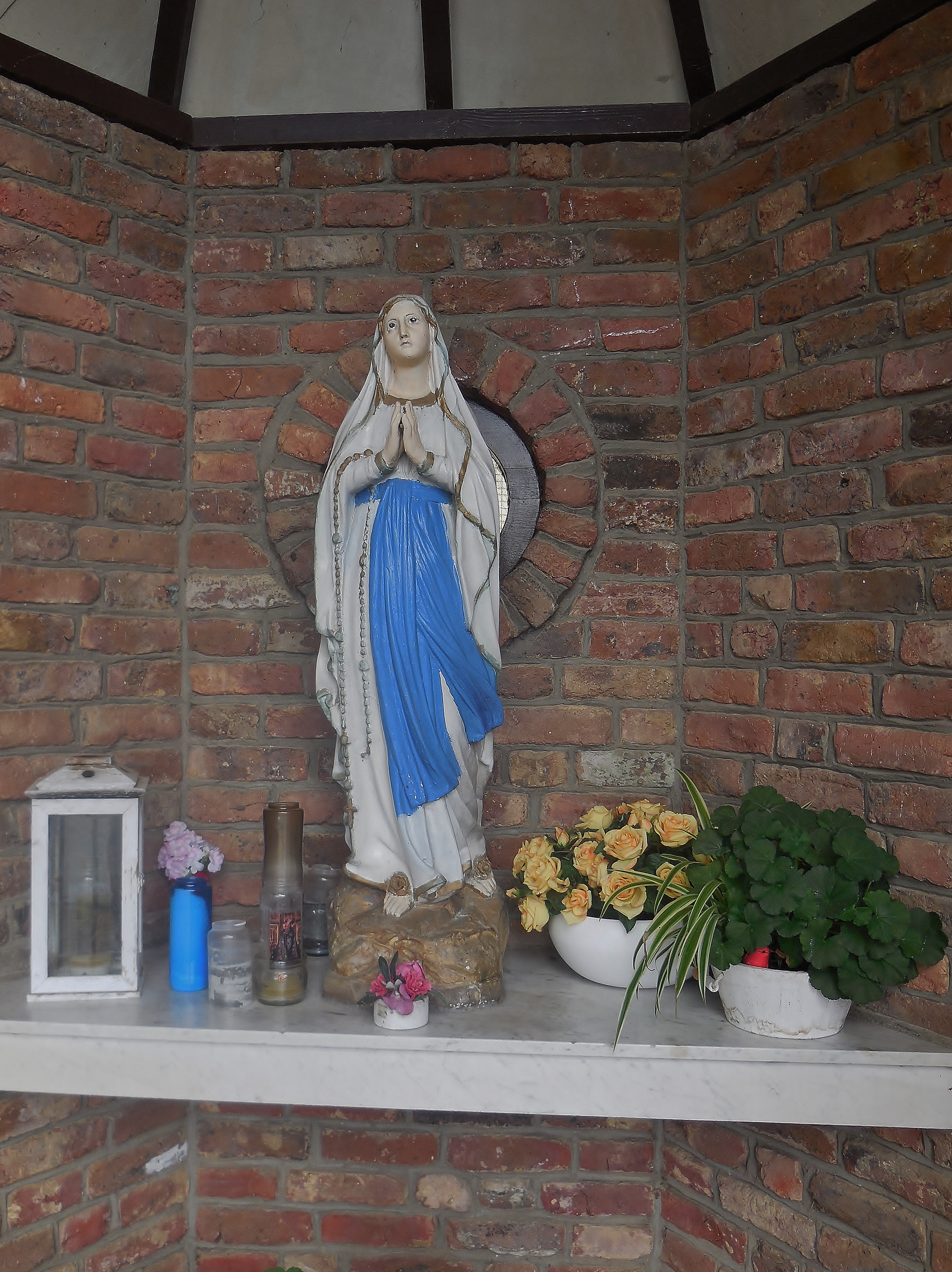
Interieur Onze-Lieve-Vrouw van Lourdes Kapel in Puth.

De Onze-Lieve-Vrouw-van-Lourdeskapel is een kapel in Puth in de Nederlands Zuid-Limburgse gemeente Beekdaelen. De kapel staat ten noorden van Onderste Puth in de velden aan een splitsing van de Sittarderweg en de Pastoor Albertsstraat. Ten zuiden van de kapel ligt er een kerkhof. In Puth staan ook de Mariakapel (Bernhardstraat) en het Christoffelkapelke (Kempkensweg).
De kapel is gewijd aan Maria, specifiek aan Onze-Lieve-Vrouw van Lourdes.

## Geschiedenis
Vanaf 1890 stond vroeger op de Kring (kruising Onderste Puth-Eenheidsstraat) een kapel die op 18 juli 1967 afgebroken moest worden. In de plaats van deze kapel kreeg het dorp twee kapellen er voor terug, waaronder de Onze-Lieve-Vrouw-van-Lourdeskapel.
In 1977 werd ter vervanging van die eerdere kapel net buiten het dorp een nieuwe kapel gebouwd door buurtbewoners. Op 8 oktober 1978 werd de nieuwe kapel ingezegend.
In 1980 werd het Mariabeeldje, oorspronkelijk afkomstig uit de oude kapel, uit de kapel gestolen. Ter vervanging van dit beeld schonken de zusters van Sint-Jozef uit Heerlen een nieuwe beeld voor de kapel.

## Bouwwerk
De open bakstenen kapel is opgetrokken op een rechthoekig plattegrond en wordt gedekt door een houten schilddak met leien. Aan de achterzijde heeft de kapel een driezijdige koorsluiting. Midden het dak is op de nok een dakruiter geplaatst, bekroond met een bol en daarop een kruis. In de achterwand en in de beide zijwanden is elk een rond venster aangebracht. Aan de voorzijde is de kapel geheel open (zonder gevel) en wordt afgesloten door een hekwerk. In dit hekwerk is een tekst aangebracht:

AVE MARIA(Wees gegroet Maria)

Van binnen is de kapel bekleed met metselwerk en aan de achterwand is een altaarblad bevestigd. Op dit altaar staat het Mariabeeld, dat een biddende Maria toont met haar handen samengevouwen, over haar rechterarm een rozenkrans, terwijl ze met blote voeten op een rots staat.